# Josef Schneider (wioślarz)
Josef Schneider (ur. 5 marca 1891 w Romanshorn, zm. w maju 1966 w Thun) – szwajcarski wioślarz, brązowy medalista olimpijski i trzykrotny medalista mistrzostw Europy.
Schneider reprezentował Szwajcarię na igrzyskach olimpijskich w Paryżu (1924). Zdobył brązowy medal w rywalizacji jedynek. Uzyskany przez niego w pierwszej rundzie zawodów czas 7:15,6 był rekordem olimpijskim, który został pobity w kolejnym biegu przez Williama Gilmore’a, późniejszego srebrnego medalistę. Złoto zdobył wówczas Jack Beresford.
Trzykrotnie stawał na podium mistrzostw Europy: na ME w Zurychu (1924) i ME w Lucernie (1926) zdobywał złote medale w jedynkach, a na ME w Pradze (1925) w tej samej konkurencji był drugi.